# Giuseppe Franzella
Giuseppe Franzella (Palermo, 7 gennaio 1972) è un fumettista italiano.

## Biografia
Dopo essersi diplomato al liceo Artistico, frequenta la Scuola del fumetto di Milano. Tornato a Palermo, inizia a collaborare con una rivista locale, illustrando numerose copertine e, saltuariamente, svolge progetti grafici presso un'agenzia pubblicitaria. Nel 1997 viene notato per il suo segno da Claudio Chiaverotti, che lo vuole nello staff di disegnatori per Brendon, una nuova serie fantasy post-apocalittica di imminente uscita. Esordisce così nel 1998 per la Sergio Bonelli Editore con Lacrima di Tenebra, numero due della neonata serie. Per la realizzazione di questa opera ottiene dei riconoscimenti. 
Successivamente, disegnerà per Brendon anche i numeri 7, 13, 20, 27, 34, 43, 68 e 94. Per la stessa casa editrice, disegna anche un episodio del Tex Color #8.
Dal 2004 è docente presso la Scuola del Fumetto di Palermo, dove ha contribuito fortemente alla crescita di numerosi professionisti del settore.

## Principali premi e riconoscimenti
- Premio di giuria “Rino Albertarelli”, Reggio Emilia 1999 (ANAFI)
- Premio Fumo di China "miglior esordiente" 1999

## Opere
- Mauro Boselli (testi), Giuseppe Franzella (disegni); Minaccia nelle tenebre, in Color Tex n. 8, Sergio Bonelli Editore, novembre 2015.